# Secure Password Authefication
Secure Password Authefication (SPA) — власницький протокол Microsoft, що може використовуватись поштовим клієнтом для автентифікації на поштовому сервері, при використанні поштових протоколів Post Office Protocol (POP), Simple Mail Transfer Protocol (SMTP) та Internet Message Access Protocol (IMAP). Протокол базується на схемі автентифікації Integrated Windows Authentication (NTLM).